# آندره تیوت

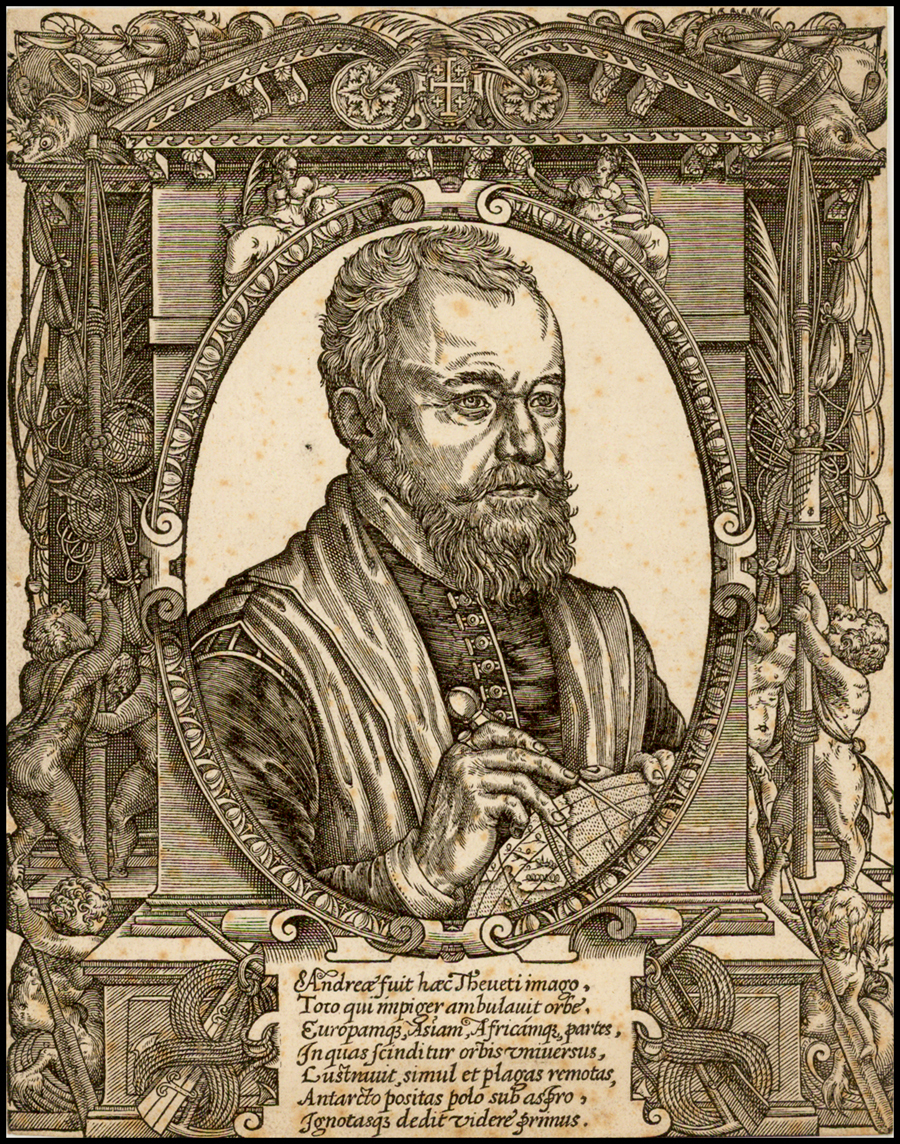
آندره تیوت

آندره تیوت (۱۵۱۶ - ۲۳ نوامبر ۱۵۹۰: ‎/təˈveɪ/‎ ;فرانسوی: [təvɛ]) کشیش فرانسیسکن‌، کاشف، کیهان‌شناس و نویسنده فرانسوی بود که در قرن شانزدهم به خاور نزدیک و آمریکای جنوبی سفر کرد. مهم‌ترین کتاب او «دنیای جدید یافت شده یا قطب جنوب» بود که تجربیات خود را در آنچه که ظاهراً گزارشی دست اول از یافته‌هایش در جنوبگان فرانسه، یک سکونتگاه فرانسوی در نزدیکی ریودوژانیرو مدرن است، گردآوری کرد. وی از حمایت‌های ژان، کاردینال لورن، کشیش و مشاور شاه فرانسوای یکم فرانسه برخوردار بود.